# Agarodes wallacei
Agarodes wallacei is een schietmot uit de familie Sericostomatidae. De soort komt voor in het Nearctisch gebied.